# Aixec de béns
L'aixec de béns o alçament de béns és un delicte socioeconòmic que consisteix en qualsevol acció d'un deutor dirigida a la sostracció o ocultació, de tot o part del seu patrimoni, dirigida a fer que el creditor trobi dificultats per a trobar elements patrimonials amb els quals poder cobrir el seu deute. La pretensió de la persona que fa l'alçament de béns és salvar tot el seu patrimoni o algun bé d'aquest, en benefici propi o en el d'alguna altra persona, obstaculitzant d'aquesta manera l'execució que podrien seguir els creditors. A Espanya, l'aixec de béns està penat segons el que dictamina l'article 257 del Codi Penal, dins del capítol referit a les insolvències punibles.